# 灰化薹草
灰化薹草（学名：Carex cinerascens）为莎草科薹草属下的一个种。分布在日本以及中国大陆的湖南、辽宁、浙江、内蒙古、江苏、陕西、黑龙江、湖北、安徽、吉林等地，生长于海拔40米至500米的地区，多生于沼泽、湖边以及湿地，目前尚未由人工引种栽培。

## 别名
匍枝苔草（东北草本植物志）

## 扩展阅读
- 維基物種上的相關：灰化薹草